# Димитър Вучев
Димитър Бойков Вучев e български икономист, журналист и политик. Дългогодишен автор на редица икономически статии и телевизионни предавания и член на Столичния общински съвет.

## Биография
Димитър Вучев е роден на 25 февруари 1990 година в София.
Възпитаник е на 9-а френска езикова гимназия „Алфонс дьо Ламартин“. Придобива бакалавърска степен по политическа икономия от Университета за национално и световно стопанство (УНСС) и две магистратури – по регионален мениджмънт от УНСС и по финанси от Висшето училище за застраховане и финанси. Специализира публичен финансов мениджмънт към Международния валутен фонд и инвестиции в развиващи се пазари към Световната банка.
Журналистическият му път преминава през списание „Икономика“, вестник „Капитал“, финансовия портал Investor.bg и телевизиите Bloomberg TV Bulgaria, Bulgaria ON AIR, „Телевизия Европа“ и Euronews Bulgaria.
От 2019 година Димитър Вучев е общински съветник в Столичен общински съвет от ГЕРБ-СДС. В мандат 2019 – 2023 е член на Постоянните комисии „Икономика, собственост и дигитална трансформация“, „Образование, култура, наука и културно многообразие“ и „Транспорт и пътна безопасност“ (2019 – 2021). В периода 2021 – 2023 година е заместник-председател на Постоянната комисия по инженерна инфраструктура и енергийно планиране.  
Избран е за общински съветник и след местните избори през 2023 г., като е член на Постоянните комисии „Инженерна инфраструктура и енергийно планиране“ и „Транспорт и пътна безопасност“ и председател на Постоянната комисия „Финанси и бюджет“. 
От 2020 до 2024 година е председател на Надзорния съвет на Общинския гаранционен фонд за малки и средни предприятия към Столична община. От 2024 година заема поста заместник-председател на Съвета за управление на Специализирания общински приватизационен фонд.
През 2023 година Димитър Вучев става единственият представител от България в годишната селекция на Европейския комитет на регионите „Млади политици на изборни длъжности“.
През 2024 година Асоциацията на българските градове и региони (АБГР) му присъжда приза „Общински съветник на годината“.